# Ciberfeminismo
Ciberfeminismo é usado para descrever as filosofias de uma comunidade feminista contemporânea cujos interesses são o ciberespaço, a Internet e a tecnologia. O termo foi cunhado na década de 1990 para descrever o trabalho de feministas interessadas na teorização, crítica e exploração do internet, o ciberespaço e novas tecnologias de mídia em geral. O termo foi cunhado simultaneamente pela teórica cultural britânica Sadie Plant e pelo coletivo artístico australiano VNS Matrix em 1991, durante a ascensão da cibercultura— o momento crucial em que a internet, uma tecnologia de conexão, estava adentrando a esfera pública.
O Ciberfeminismo é considerado um predecessor para o feminismo em rede e também tem uma relação com o campo da Tecnociência Feminista.
A perspectiva ciberfeminista dominante tem uma visão utópica do ciberespaço e a Internet como um meio de se libertar das construções sociais como gênero e a diferença sexual. O Ciberfeminismo vê tecnologia como um veículo para a dissolução do sexo e do gênero, bem como um meio para ligar o corpo às máquinas.

## Definição
O Ciberfeminismo refere-se à aplicação das ideologias do feminismo no ciberespaço. É difícil encontrar uma definição oficial do ciberfeminismo em obras escritas porque as primeiras ciberfeministas deliberadamente evitaram uma definição rígida. Na Primeira Internacional Feminista, a primeira conferência Ciberfeminista oficial, os participantes concordaram em não definir o termo; ao invés disso, eles escreveram, em conjunto, uma lista de 100 "Anti-Teses", enumerando uma centena de coisas que o CiberFeminismo não era.
O Ciberfeminismo também está preocupado com a relação entre os sistemas existentes de tecnologias de computação e de discriminação, incluindo raça e racialização Há também o trabalho ciberfeminista que explora a relação das novas tecnologias ao gênero e sexualidade.
Pesquisadores como Jessie Daniels sugere que o "Ciberfeminismo não uma única teoria nem um movimento feminista com uma agenda política claramente articulada. Pelo contrário, o ciberfeminismo refere-se a uma série de teorias, debates e práticas sobre a relação entre gênero e cultura digital (...)". Além disso, "dentro e entre ciberfeminismo(s) há um número de posições teóricas e políticas em relação à tecnologia da Internet e de gênero, bem como uma ambivalência notável sobre um projetos de política feminista unificada."
Enquanto que Yvonne Volkart da Old Boys Network afirma que: "o ciberfeminismo é um mito. Um mito é uma história de origem não identificável, ou de diferentes origens. Um mito é baseado em uma história central que é recontada várias vezes em diferentes variações. Um mito nega uma história, bem como uma verdade e implica uma busca da verdade nos espaços, nas diferenças entre as diferentes histórias. Falando sobre ciberfeminismo como um mito, não se destina a mistificá-lo, ele simplesmente indica que ciberfeminismo só existe no plural".